# Taco

Tacos de carne asada con guacamole y cilantro.

El taco es una preparación culinaria muy popular de México y Centroamérica que consiste en una tortilla, generalmente de maíz, o también de trigo, que comúnmente se enrolla para contener dentro diversos ingredientes y algún tipo de salsa y verdura, comúnmente cebolla, cilantro, tomate y aguacate. Es el «antojito» más representativo de la cocina mexicana y se puede encontrar en todos los lugares de la República y en restaurantes mexicanos por todo el mundo.
En la actualidad los tacos están extendidos mundialmente como un tipo de comida rápida.
Estos pueden tener diversos ingredientes y existen diversas presentaciones. Como los tacos dorados o de canasta y varían según su preparación.

## Descripción

### Ingredientes
La tortilla es una preparación fina y redonda hecha de masa de maíz, de entre 12 y 25 cm de diámetro. También se elaboran, aunque menos comúnmente, tortillas de harina de trigo, e incluso de nopal. Los tacos también pueden ser con doble tortilla cuando el alimento que contenga sea demasiado pesado para contener con una sola tortilla.
Para el relleno, existe una amplia variedad de alimentos como carnes, casquería o embutidos. Los ingredientes y la forma de cocinarlos determinan el nombre, por ejemplo, los tacos de cochinita o los tacos dorados, también llamados tacos fritos o flautas. Otras variantes incluyen: los tacos de canasta, muy extendidos y económicos, los tacos acorazados, llamados así por incluir arroz y huevo duro, los tacos ahogados, los tacos norteños, etc. entre muchos otros.
La salsa es el acompañamiento y a la vez un ingrediente imprescindible. Existen multitud de salsas en la gastronomía mexicana: la familia de salsas rojas, junto con la familia de salsas verdes, son las más típicas, además de la salsa de aguacate picante, la salsa de chile de árbol, la salsa macha, el pico de gallo, etc.
Otros acompañamientos comunes son: queso, crema, limón (nombre mexicano para la lima), rábanos o una mezcla de cilantro y cebolla picados.
De igual forma, aunque el taco estándar se hace con tortilla de algún tipo, en restaurantes mexicanos de alta gastronomía o cocina fusión, la tortilla puede ser sustituida por lechuga, hoja de cebolla o algún ingrediente similar.

## Etimología
No existe un consenso claro sobre el origen de la palabra taco, sin embargo la teoría más aceptada es que taco proviene del metaplasmo del término itacate que a su vez proviene del nahuatl itacatl que significa "provisión", "tentempié", o "refrigerio", un bocado pequeño y rápido consumido de manera informal para recuperar energías. En los pocos registros del término taco, como una tortilla que envuelve algún alimento, durante el siglo XIX, se da a entender que los tacos eran solo simples refrigerios y no una merienda formal.
Por el contrario el historiador estadounidense Jeffrey M. Pilcher propone que la palabra en su acepción moderna de tortilla que envuelve algún alimento tiene su origen en el siglo XIX. Según el, después del agotamiento de diversas minas en regiones como Guanajuato hubo un movimiento migratorio de zonas mineras hacia la Ciudad de México. Una vez establecidos se popularizó la venta de tacos mineros, que muy probablemente recibieron este nombre por metonimia ya que tenían la misma forma que los cartuchos o tacos de dinamita usados en la minería. Pilcher considera que esta es la explicación más probable dado que, según el, no hay pruebas del uso de la palabra taco con ese significado previo a esa época. Aunque hay que aclarar que el mismo Pilcher desconoce el significado y etimología del término itacate, pues, al descartar dicho término como posible etimología de la palabra taco, definió itacate como una bolsita para llevar comida de una fiesta y acredita el origen a San Luis Potosí.
Existen otras hipótesis sobre el origen de la palabra taco pero solo son suposiciones y no tienen mucho sustento. Un taco de madera es un palo corto y grueso usado para tapar un hueco, quizá por el sonido tac que produce el tarugo al clavarse. Variantes de esta palabra se encuentran en lenguas romances y germánicas por igual. En algunos países hispanohablantes, decir tacos puede significar ‘insultar’, quizá del germánico tak (‘eructo’).
También se ha propuesto una etimología náhuatl, tlahco (‘mitad’), ya que los ingredientes se colocan en medio y se dobla por la mitad. Sin embargo, este término se usaba más para asuntos económicos, como el cuarto de real, que durante el Virreinato de Nueva España se llamó tlaco y, por antonomasia, se convirtió en sinónimo de ‘algo de valor ínfimo’. El afijo náhuatl tlaq está relacionado con conceptos alimentarios: quauhtlaqualli (‘tortilla blanca de reyes’), tlaqualiztli (‘comer’), tlaqualli (‘manjar’), etc.

## Historia

### Antecedentes
No existe un consenso sobre el origen e historia del taco. Muchos historiadores han argumentado que se originó en la época prehispánica usando como evidencia los textos y crónicas de Francisco de Aguilar o Bernal Díaz del Castillo, en donde detallan que en la mesa de Moctezuma se servían tortillas de maíz calientes como acompañamiento a la comida, y que el tlatoani usaba las tortillas a modo de «cuchara» para sostener y consumir los alimentos. Sin embargo, aunque es obvio que las tortillas son de origen prehispánico, lo que describen no es una tortilla enrollada rellena de comida, sino el pedazo de una hecho "cuchara" para llevar el alimento a la boca y consumirla con todo y cuchara; el método más común para consumir alimentos, con tortilla, desde aquel entonces hasta nuestros días.
Uno de los problemas que ha dificultado encontrar el origen del taco son los pocos registros que se han podido encontrar de ellos en textos antiguos anteriores al siglo XX. Existen menciones a «envueltos» en El Periquillo Sarniento de 1816: «donde yo costeé el almuerzo, que fueron envueltos, guisado de gallina, adobo y pulque de tuna y de piña»; pero estos envueltos se refieren a las enchiladas enrolladas y rellenas de viandas, ya que anteriormente "enchilada" se refería únicamente a la tortilla enchilada o guisada en salsa de chile, y "envuelto" a las que iban enrolladas envolviendo algún ingrediente. Aunque, técnicamente, si restringimos la definición de taco a una tortilla enrollada rellena de comida, las enchiladas son tacos.
Uno de los registros más antiguos que se ha podido encontrar fue en el libro de cocina —Nuevo y sencillo arte de cocina, reposteria y refrescos (1836)— de Antonia Carrillo, en una receta para lomo de cerdo enrollado, Carrillo instruye al lector a enrollar el lomo de cerdo como un “taco de tortilla”.
También debemos tomar en cuenta que el término taco era regional, específicamente de la Ciudad de México y zonas aledañas, mientras que en otros estados y regiones existían otros nombres para dicho alimento. Por ejemplo en Guanajuato, Guerrero, Michoacán, San Luis Potosí, Sinaloa y Sonora, el nombre histórico era burrito o burro, y en Yucatán codzito, como lo menciona Felix Ramos y Duarte en su Diccionario de Mejicanismos(1895): 

"Burrito (Guan.): Tortilla enrollada, con carne u otra comida dentro, que en Yucatán llaman codzito, y en Cuernavaca y México, taco.

Una razón que podría explicar la ausencia de tacos, y recetas de estos, en gran parte de los textos del siglo XIX podría ser que, quizá, los tacos no fueron un platillo común que se haya consumido de manera formal, y como plato fuerte, en las casas o restaurantes en esa época, sino un refrigerio simple y fácil. Si tomamos la etimología más aceptada de la palabra, itacate del nahuatl itacatl, los tacos originalmente no eran más que simples tentempiés o refrigerios, provisiones que se consumian de manera informal, en el hogar o en el camino, para saciar el hambre. 

"El chile se usa fresco ó seco para hacer la la salsa; pero fresco ó seco sufre la operacion preeliminar de asarlo, despellejarlo, para privarlo del pericarpo, y dejar el sarcocapo carnoso; quitar las vénulas interiores que contienen la capsicina o principio inmediato picante, y triturarlo en un molcajete para convertirlo en una papilla mas ó ménos unida, á favor de una poca de agua ó con ayuda del jugo de tomate ó gitomate contenido en las celdillas de esta especie de fruto constituido por una baya: hecha así la salsa de chile fresco, se unta en la cara palmar de la tortilla para formar el itacate de los indios. [...] En los itacates o raciones para camino, los indígenas solo llevan diez ó doce libras de tortillas ó gordas con frijoles y chile, que sirven para el alimento de cada uno de los indígenas que hacen sus travesías en el camino, á pié, siempre que se contratan de correos ó son emisarios de negocios de sus pueblos á otros distantes."

Esto no solo explicaría los pocos registros que podemos encontrar sino también el hecho de que cuando se mencionan, son solo refrigerios con ingredientes muy simples.
Un registro, bajo el regionalismo "burro", lo encontramos en el libro —La Vida en México (1843)— de la noble escocesa, Frances Erskine Inglis, en donde refirió que en el camino, durante un viaje por Michoacán, comió “burros", tortillas rellenas, en este caso, con queso: 

“.. . los caballeros de Morelia, sufriendo por su cortesía de habernos escoltado, a las dos doncellas de los baños, náyades de las fuentes termales, compadeciéndose de nuestra condición de hambre, vinieron a ofrecer sus servicios; uno me preguntó si me gustaría "comerme un burro mientras tanto". Siendo un burro un asno, me sorprendió bastante la proposición y le aseguré que preferiría infinitamente esperar un poco más, antes de recurrir a una medida tan desesperada. "Algunas personas las llaman pecadoras", dijo su hermana. Ante esto, los caballeros acudieron en nuestro auxilio, y al momento se ordenaron burros o pecadoras. Resultaron ser tortillas calientes, con queso, y nos parecieron particularmente buenas”.

Otro registro, pero bajo el término regional "taco", lo encontramos en la novela costumbrista —El hombre de la situación (1861)— de Manuel Payno, en donde uno de los personajes come un taco de chile colorado de manera informal en la cama:

”Rodeábanse á la cama del papá, y éste, poniéndose una almohada en las piernas, que le servia de mesa, comenzaba á dar el ejemplo, y se formaba una agradable reunion que completaba la mamá, que siempre entraba al último, moviendo con una mano (á derecha é izquierda) una gran taza de atole blanco, mientras con la otra llevaba á la boca un taco de tortilla untado con chile colorado.”

Otro ejemplo se halla en el libro  —Colección de cartas, edictos e instrucciones pastorales (1886)— de Ramón Camacho y García, obispo de Querétaro: 

“El Sr. Camacho era, en la opinion general, el ornamento del Episcopado mexicano. Sábio sin pretensiones, era el consejero en los negocios más difíciles: […] pobre sin afectacion, cubria con el pretexto de la comodidad sus muebles de tosca madera, sus pedazos de alfombra, sus velas de sebo y.... sus camisas y calzoncillos de tela ordinaria: humilde, en el verdadero sentido de virtud tan difícil, no se desdeñaba de dividir sus tacos de tortilla con los mozos que le servian en el camino […]”

En el libro Los bandidos de Río Frío (1891) de Manuel Payno, se menciona a los tacos por lo menos cuatro veces, y en todas se da a entender de que eran refrigerios rápidos con rellenos simples, entre ellos:

la mayor parte de las familias al aire libre, formando grupos alegres y con un apetito devorador arrancando con los dientes los fragmentos sabrosos de una pierna asada de cabra, y los chicos brincando con sus tacos de tortilla con aguacate en la mano.

Los almorzadores circulaban los tecomates sin cesar, mordían los tacos con aguacate y chilitos verdes con un verdadero placer; reían franca, ingenuamente; se pellizcaban hombres y mujeres; se decían sus requiebros a su modo; gozaban como ningún día de la semana; tenían más hambre, más fuerzas, más deseos; veían la vida por el lado alegre, sin cuidarse ni de sus esposas ni de sus hijos; gastaban el dinero sin pensar lo que comerían el martes.

Los escasos registros en donde mencionen tacos o burritos, tortillas enrolladas rellenas de algún alimento, pueden ser evidencia de que dicha preparación gastronómica no era muy común y que, al contrario, era simplemente un refrigerio o tentempié rápido, y no un plato fuerte, con rellenos muy simples consumido de manera informal para saciar el hambre. En la gran mayoría de los textos antiguos, previos al siglo XX, se detallaba la preparación y consumo de la tortilla, y se indicaba que, típicamente, se arrancaba un pedazo de la tortilla con la cual formaban una “cuchara” con la cual levantaban los alimentos para llevarlos a la boca y consumirlos, con todo y cuchara. Un método que aún se sigue practicando hasta nuestros días. A esta «cuchara» la llamaban coloquialmente «la cuchara de Moctezuma». De acuerdo al filólogo y escritor mexicano, Darío Rubio, «sopa» es el nombre vulgar entre los mexicanos para esa cuchara hecha de una tortilla y «sopear» para la acción de comer en tal forma.
En muchos casos, entre los indígenas o campesinos pobres, a falta de un plato, se servían la comida en una tortilla, pero no la consumían como un taco sino que con pedazos de otra formaban la dicha “cuchara” para consumir el alimento y después de haber terminado se comían también el “plato”.

### Historia popular
Las tortillas de maíz verde, llamadas en náhuatl tlaxcalli, ya eran parte de la dieta mesoamericana precolombina y el modo de comerlas en taco es una herencia directa del periodo a la actualidad.
Gracias a las crónicas de Francisco de Aguilar o Bernal Díaz del Castillo sabemos que en la mesa de Moctezuma se servían tortillas de maíz calientes como acompañamiento a la comida, y que el tlatoani usaba las tortillas a modo de «cuchara» para sostener y consumir los alimentos.
El primer registro histórico conocido de una taquiza es el de la realizada por Hernán Cortés y sus hombres en Coyoacán, para celebrar la caída de México-Tenochtitlan, y fue documentada por Díaz del Castillo en el Códice Florentino.
El nacimiento del taco proviene de las tortillas con mole prehispánicas, que eran preparadas sobre piedras calientes y decoradas con cochinilla, algunas de ellas acompañadas de frijol y chile, ingredientes que todavía constituyen la base alimenticia del pueblo mexicano. El guiso que se le ponía en ese entonces al taco, se basaba en la carne que se consumía durante esa época.
La comida mexicana se basaba en el guajolote (como se llama al pavo en el Centro de México), ya que era la única ave domesticada. También había perros sin pelo (Xoloitzcuintle) que se cebaban para el consumo. Su carne era menos estimada que la del guajolote.

### Actualidad
Si bien en el siglo XXI existen restaurantes de alta gastronomía que proponen tacos en su menú, a lo largo de su historia el estatus de este platillo ha evolucionado: durante el periodo conocido como Porfiriato (finales del siglo XIX, principios del siglo XX), el taco era considerado la comida del pueblo.

## Tipos de tacos
Se pueden distinguir algunos tipos particulares, basados en su tipo de carne o en su preparación. Hay quienes consideran que un taco nace con el «mero acto» de envolver o enrollar un guiso con una tortilla.

### Por tipo de carne

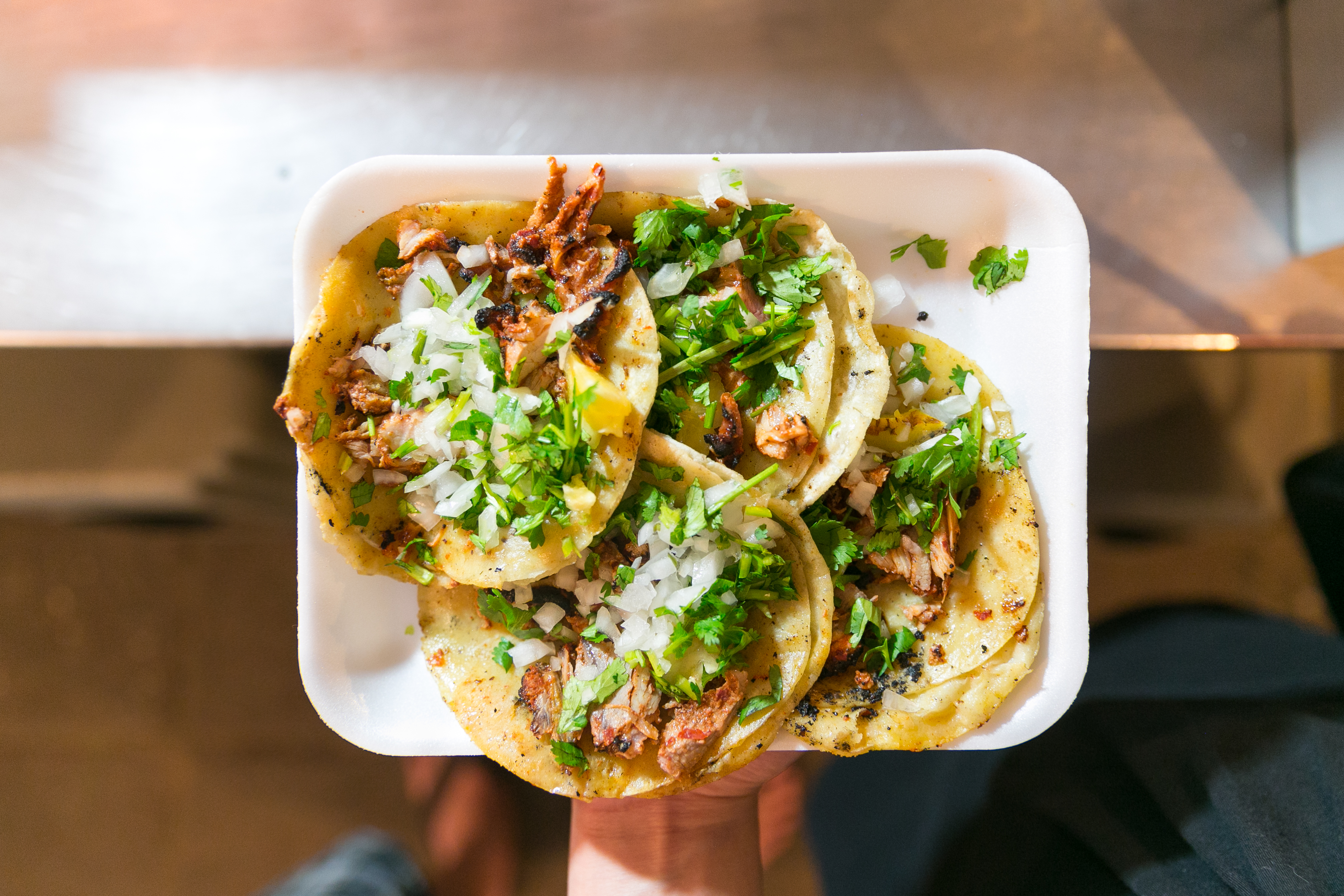
Tacos al pastor

Los tacos se rellenan básicamente de carnes de cerdo y res, entre estos se encuentran: tacos de tripa, tacos de arrachera, tacos de sesos, tacos de bistec, tacos de suadero, tacos de escamoles y tacos de canasta.
- Tacos al pastor. El ingrediente principal para estos tacos es la carne de cerdo adobada con achiote o chile ancho, naranja, vinagre, pimienta. Estos se acompañan con un trozo de piña, la tortilla es pequeña y en ocasiones se usan dos, una sobre otra.
- Tacos de carnitas. Elaborados con carne de cerdo cocida en su propia manteca (grasa).
- Taco de longaniza. Preparado con longaniza, un embutido largo, relleno de carne de cerdo picada.
- Tacos al carbón. Contienen cualquier carne asada en brasas de carbón, comúnmente es carne de res, cerdo o pollo.
- Tacos de carne asada. Como su nombre indica, son tacos con carne asada de res. Se consumen generalmente en restaurantes especializados en carne asada.
- Tacos de cochinita. La cochinita es un platillo tradicional del estado de Yucatán. Se prepara bañando la carne de puerco con adobo (achiote) y dejándola macerar por lo menos durante una hora. Se precalienta el horno a 180 °C y se mete la carne. Se deja cocer hasta que esté muy suave. Originalmente el guisado se realiza cocinando la carne en un agujero en la tierra donde se han calentado piedras por medio de fuego intenso, luego se cubre con hojas diversas.
- Taco árabe. Tipo de taco muy popular en el estado de Puebla, es una variante mexicanizada de los shawarmas árabes, fueron estos últimos quienes los empezaron a vender en Puebla, tradicionalmente se sirven en pan árabe, variante del pita (pan plano) y actualidad se sirven también en tortilla de harina o maíz, son de carne de cerdo aderezada con cebolla, orégano y tomillo y se les agrega limón y salsa con base de chipotle, piloncillo y vinagre. Pueden o no llevar queso.
- Taco de barbacoa. Contiene carne de borrego, carnero o res en los estados del norte. Puede servirse en la forma tradicional, con tortilla suave, o con la tortilla enrollada cubriendo la carne o bien frito en aceite, cubierto de crema y queso fresco. Por lo general se acompaña por el consomé o caldo del borrego, el cual contiene arroz y garbanzos, y se adereza con salsa borracha, preparada con chile pasilla y pulque.

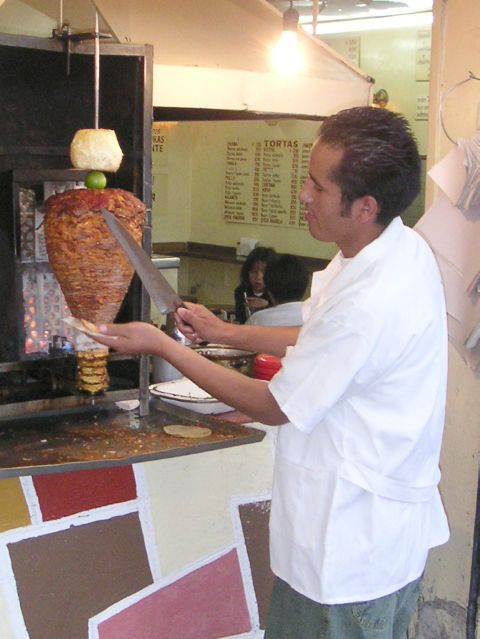
Taquero preparando tacos al pastor.

- Taco de birria. Se elabora con carne de chivo, la cual se baña con una salsa especial y se cuece en un horno de barro durante horas. La birria, servida como caldo espeso, es asimismo un platillo típico de Jalisco.
- Tacos de cabeza. Se preparan al vapor con los diferentes tipos de carne que hay en la cabeza de la res o del borrego. Incluyen los tacos de lengua, oreja, ojo, sesos (cerebro), maciza y cachete, solo por enumerar algunos.
- Tacos de pollo. Este taco se elabora con pollo cocido y desmenuzado, mole, cebolla, y se acompaña con una tortilla elaborada con, harina de maíz, harina de trigo, manteca de cerdo, sal y agua.
- Tacos a la siberia. Se preparan con tortilla grande en aceite con pechuga de pollo desmenuzada acompañado de crema, guacamole y chile jalapeño.

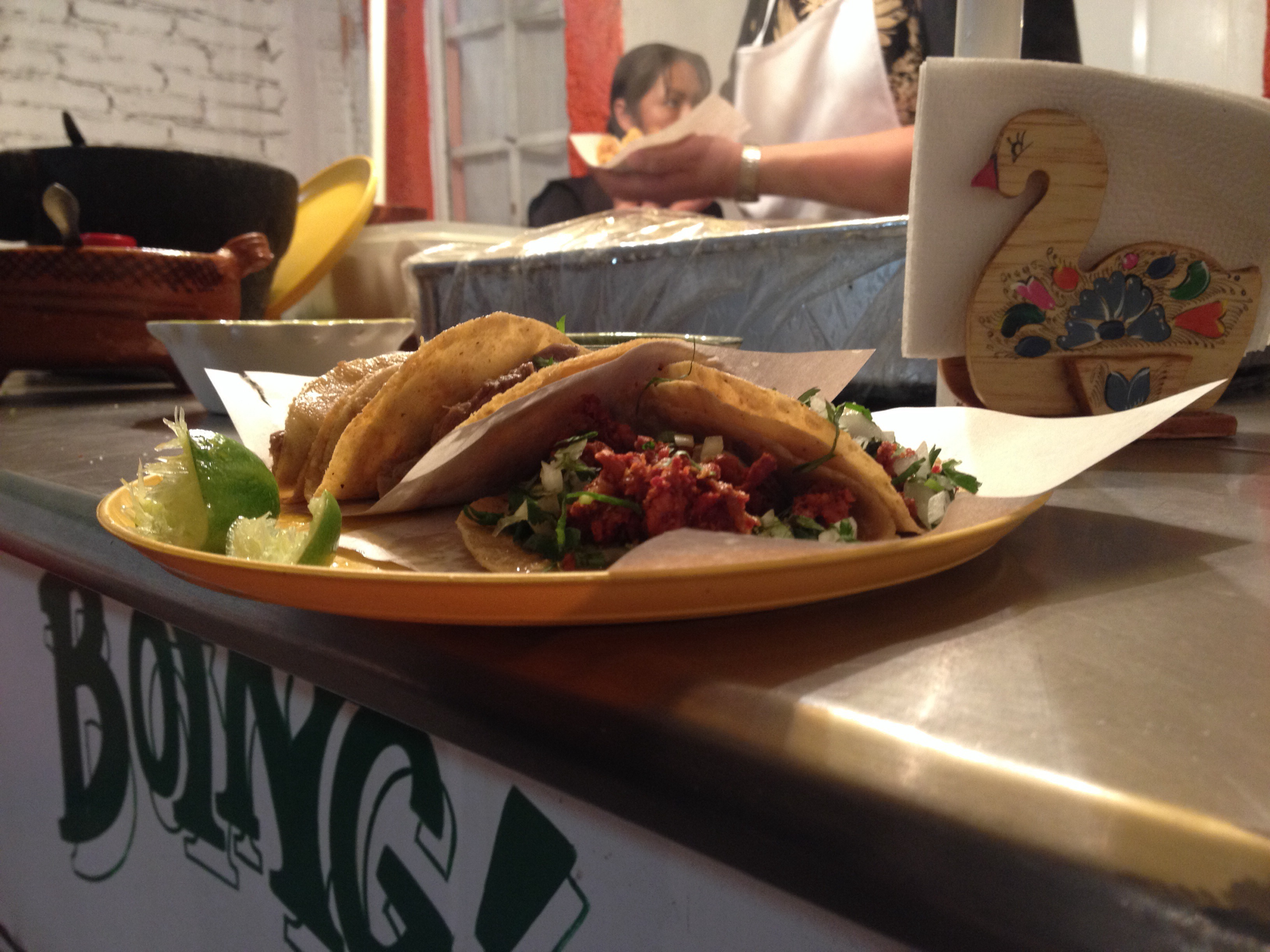
Tacos de longaniza

Entre estos se suele indicar el corte de donde proviene la carne, por lo que podemos encontrar, taco de cuerito o piel; taco de bofe o pulmón; taco de Montalayo o corazón; taco de hígado; taco de riñón; taco de ojo; taco de nana o matriz de la hembra del cerdo; tacos de pescado (diversos pescados); tacos de trompa o lengua; tacos de pajarilla elaborados con el páncreas; taco de criadillas que son testículos de toro o cerdo, taco de machitos (órganos reproductores) con intestinos (tripas) fritos en aceite; éstos antes se higienizan debidamente y se sazonan de diversas maneras; pueden a su vez estar rellenos de otras vísceras. En Argentina se llaman chinchulines; otra variante es la del taco de tripas o intestinos. De estos últimos, existe una variante conocida como taco de raspadura, hecho con lo que se les saca a los intestinos cuando se les raspa la flora intestinal para hacer la cubierta para los embutidos o a los estómagos de la res cuando se limpian antes de cocerlos para su consumo.
En la zona del golfo de California, se han creado tacos con base en carne de pescado y mariscos, sobre todo camarones, langosta y filete de pescado. En algunos tipos de tacos de carne, se suele usar el término campechano (de alegre surtido o variedad), para indicar que el taco lleva varios tipos de corte.

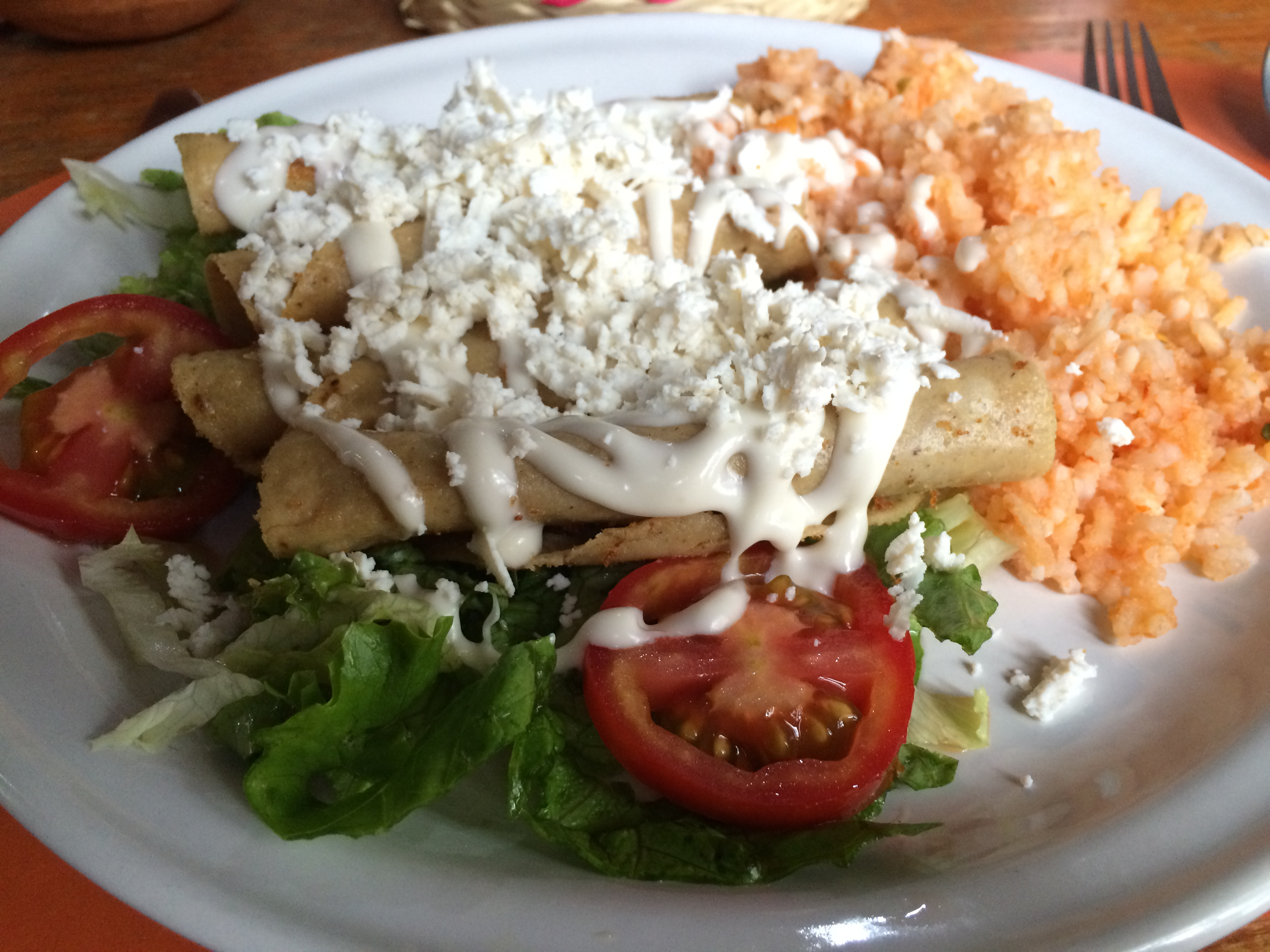
Tacos dorados preparados en Puebla, México

### Por tipo de preparación
- Tacos dorados. Estos tacos se elaboran a partir de tortillas de maíz recién hechas y se rellenan por lo regular de carne deshebrada de pollo, res, cerdo o barbacoa, frijol o bien de papa con queso; la tortilla se enrolla y se fríe en abundante aceite o manteca de cerdo para que tome una consistencia dorada y firme. Cuando se sirven, por lo regular se les pone encima una capa de crema, queso rallado, lechuga picada y salsa al gusto verde o roja.[33] Tienen una popularidad amplia puesto que son muy económicos. También reciben el nombre de flautas. En el estado de Guerrero, para ser más específicos en su capital Chilpancingo, estos tacos suelen presentarse en un plato con caldo de pollo y salsa verde denominado consomé, donde se sumergen los tacos y se comen ya sea con la mano o con cuchara, el plato es usualmente acompañado de un huevo recién cocido.

#### Taco de suadero

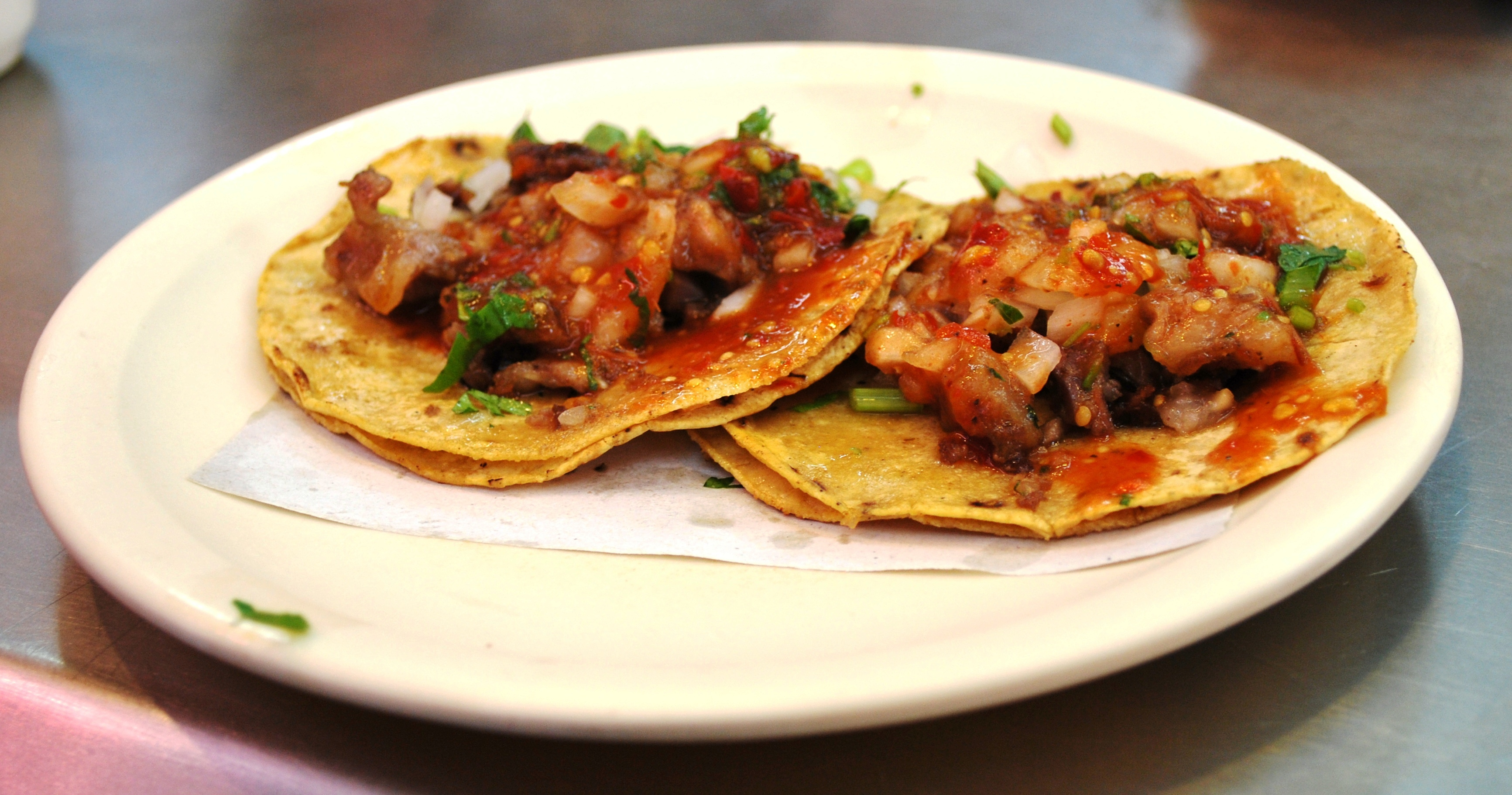
Taco de suadero

Este tipo de taco se prepara con dos tortillas fritas y encima se añade una porción de suadero (carne de res) y se puede acompañar con cilantro, cebolla, limón, sal y ya sea salsa roja o verde al gusto del comensal. Este tipo de taco es más fácil de encontrar ya que es de los más populares junto al de pastor. Es común que las personas soliciten este tipo de tacos con gordito (grasa del animal) porque añade sabor al alimento.
- Tacos de canasta. Son tacos que se preparan con pequeñas tortillas de maíz y se calientan con vapor utilizando una olla llamada «vaporera». Estos tacos se distinguen por ser aceitosos o sudados. Los guisos generalmente son de papa, frijoles, carne deshebrada de res y de chicharrón de puerco, papa, mole verde o tinga de pollo así como de picadillo, el cual puede ser simple carne de res molida con verduras. Este tipo de tacos se consumen mucho en el Norte de México, en la mañana o en alguna reunión en la noche. En la Ciudad de México son vendidos por taqueros ambulantes en bicicleta o triciclo, que llevan un gran frasco de salsa verde o roja (aproximadamente un galón); los tacos viajan en una canasta de mimbre (de ahí su nombre) que contiene alrededor de 200 tacos. Son muy populares por ser sumamente económicos, una particularidad es que se mantienen calientes solo por la canasta que los contiene.
- Taco placero. Es el taco con un relleno fácil de conseguir y que no implique cocinar, como el chicharrón seco, queso o guisados cualquiera, con acompañamiento al gusto de nopales preparados, queso fresco, aguacate y hierba de pápalo. Una variación es el Taco de guisado relleno de cualquier guisado simple, combinado o no con una dosis de arroz a la mexicana; los hay de chicharrón prensado, tinga, huevos duros, nopales con huevo, longaniza con papas, chicharrón guisado en salsa verde o roja, bistec con nopales, costilla de puerco en adobo, entre otros.
- Tacos de guisado. Son tacos hechos de platillos típicos mexicanos, como son: chicharrón en salsa verde, costilla en chile morita, entomatado de lomo de cerdo, chiles rellenos de queso, rellena, mole verde con pollo o puerco, picadillo, bistec en chile pasilla, huevo con jamón, huevo en salsa, longaniza con papas, etc. Se acostumbra a servirse con dos tortillas con arroz encima y salsa verde y roja para ponerles encima. En la Ciudad de México se pueden comprar estos tacos en puestos metálicos ubicados en todas las alcaldías.
- Tacos ahogados. Hay muchas recetas para esta preparación, pero consiste básicamente en un taco que para servirse se ahoga en una salsa ligera. Dentro de este tipo están las enchiladas utilizando una gran variedad de chiles para cocinar la salsa o incluso salsa de frijoles, de tomate, de tomatillo verde, etc. En ocasiones se dora la tortilla para que no se deshaga con la salsa, pero cuidando que siga permitiendo la acción del enrollado.
- Dobladas. Estos tacos se hacen con una tortilla doblada y frita en aceite, lo que la hace dura y lista para rellenarse de papas, carne, frijoles, etc. además de algún tipo de ensalada de hojas verdes.
- Tacos Rosarito: Se preparan con tortilla de trigo, gambón rebozado con queso, mayonesa de chipotle y repollo morado encurtido.

## Tacos especiales de diferentes zonas en México
- Tacos al pastor. Se dice ser creados en una afamada taquería de la Ciudad de México en la década de 1970, aunque, muchas otras fuentes indican que su origen es realmente en la Ciudad de Puebla de Zaragoza, esta variante se ha difundido por todo el país destacando las versiones de Baja California y Veracruz; se trata de un trompo de carne adobada asada acompañada por un trozo de piña.
- Tacos a la Siberia. Son de tortilla de maíz grande bañada en aceite; los ingredientes son pollo triturado (preferentemente de pechuga), crema, guacamole acompañado con chile jalapeño. Son originarios de Monterrey, Nuevo León.
- Tacos de carne asada. Es de carne de res asada al carbón, puede ser de tortilla de maíz o harina de trigo, se consumen generalmente en el norte del país, originarios de Chihuahua.
- Tacos piratas. Son de tortilla de harina de trigo; los ingredientes son carne asada o bistec de res y se acompañan con queso fundido, son similares a una quesadilla con carne.
- Campechanas.  Los ingredientes son bistec de res y carne al pastor y se acompañan con queso fundido. Son similares a las gringas y a los piratas.
- Burritos. Son de tortilla de harina de trigo y originarios de Ciudad Juárez, Chihuahua. Populares en el norte de México y en los Estados Unidos. Las variedades son muchas, por ejemplo de carne asada, carne deshebrada con papas y chile, de frijol, chile relleno, de papas con chorizo, chicharrón en salsa verde, de rajas con queso.

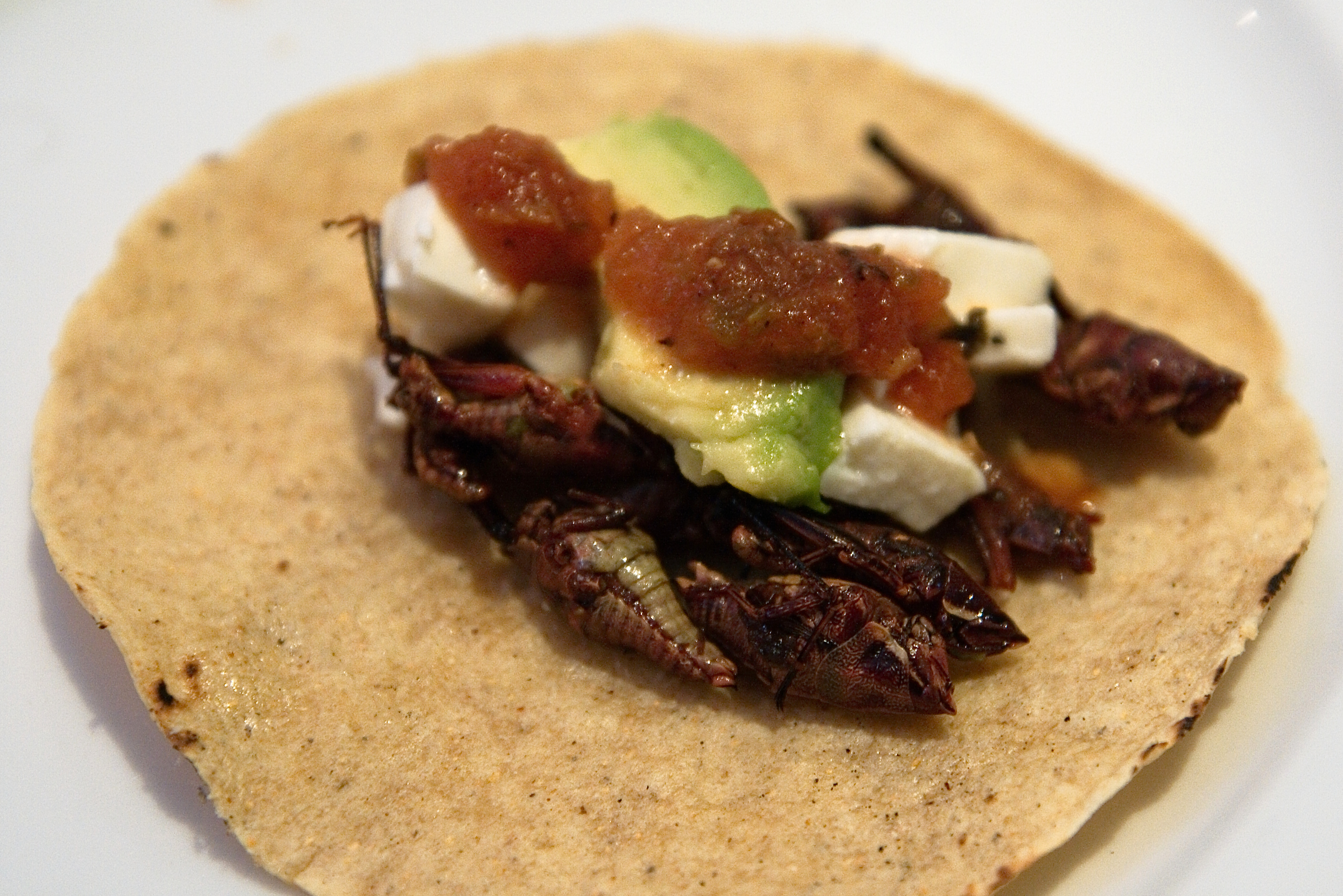
Taco de chapulines

- Salbutes. Originarios de Yucatán, se preparan con tortillas de maíz, tipo sope, pero más delgadas; aún crudas se echan al aceite sin dejar que se frían del todo. Su ingrediente principal es el pavo asado, en relleno negro o blanco, aunque en la Ciudad de Mérida se utiliza también cochinita pibil, cebolla morada, chile habanero, naranja agria y sal. En Campeche se les puede agregar cazón.
- Mulitas. Similar a un sándwich pero compuesto por dos tortillas de harina de trigo o de maíz, carne asada, queso Oaxaca, guacamole y salsa bandera. Populares en el norte de México. También conocidas como «Gringas» en el resto del país (y también son preparados solo con una tortilla de harina en el resto del país).
- Tacos de buches. Es una tortilla de maíz doble con carne de la tripa, buche y la panza de la res frita en aceite o manteca. Se consumen en distintas partes del noroeste de México.
- Taco estilo Matamoros. Es una tortilla frita en aceite, siempre tortilla blanca, con carne de bistec o fajita, según prefiera, y queso fresco desmoronado, cilantro, aguacate, cebolla cruda y frita, acompañados de salsa mexicana. Son famosos en Heroica Matamoros.
- Tacos Morelianos. De carne deshebrada con una salsa a base de chiles secos y mole poblano. Son la identificación gastronómica de Meoqui, Chihuahua.

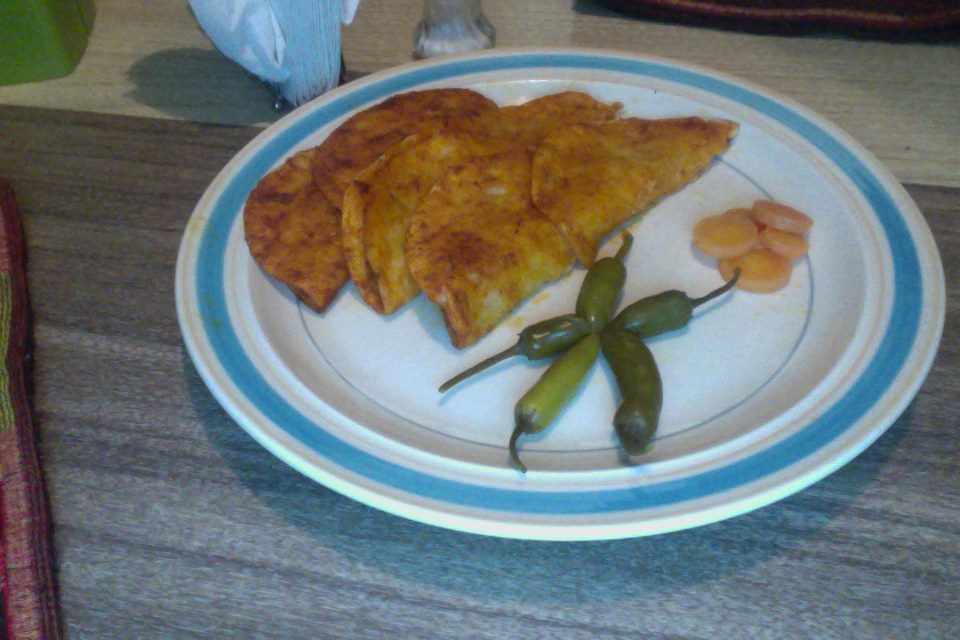
Tacos morelianos

- Taco acorazado. Originario de Cuautla, Morelos. Se preparan con grandes porciones de arroz rojo, chile relleno, bistec, milanesa o cecina, quedando abultado de estos ingredientes envueltos en doble tortilla.
- Tacos envenenados. Tipo de taco muy tradicional en Zacatecas. Consiste en un taco hecho con una tortilla de maíz de gran tamaño y dorada en aceite rellena de frijoles refritos, papa y chiles molidos. Son sencillos o con queso, bistec, chorizo o combinados.
- Tacos estilo Ensenada.[36] Populares en Baja California y Baja California Sur. Se preparan con pescado empanizado en un tipo de tempura y frito en aceite. Se acompañan con pico de gallo, salsa verde, aderezo en base de crema,mayonesa y repollo finamente cortado. También hay de camarón (a menudo llamados tacos gobernador) y por lo general son un poco más grandes en algunos establecimientos de Ensenada, Mexicali, Tijuana y San Felipe en Baja California. Y en Baja California Sur en las ciudades de La Paz y Los Cabos.
- Empalmes. Son tradicionales del norte de México. Es una tortilla con manteca de puerco rellena de frijoles y ocasionalmente carne deshebrada, chicharrón o queso, cubierta por otra tortilla y asada a la parrilla o a la plancha.

Aunque la presentación y preparación específica de cada tipo de taco varía, ya que cada establecimiento tiene sus especialidades y tradición en recetas; lo que influye en la gran variabilidad de estos.

## Variaciones controvertidas
Al ser considerado un plato básico de la identidad y de la gastronomía mexicanas, existen variaciones o cambios que resultan controvertidas.

### Taco deconstruido y taco líquido
De 2005 a 2009, el Pujol, restaurante mexicano, incluyó en su carta diversos platillos mexicanos deconstruidos, entre ellos el taco placero deconstruido, el cual se servía en un frasco con polvo de chicharrón y gelatina de salsa mexicana; otra variante era el taco placero líquido.

### Tacos franceses

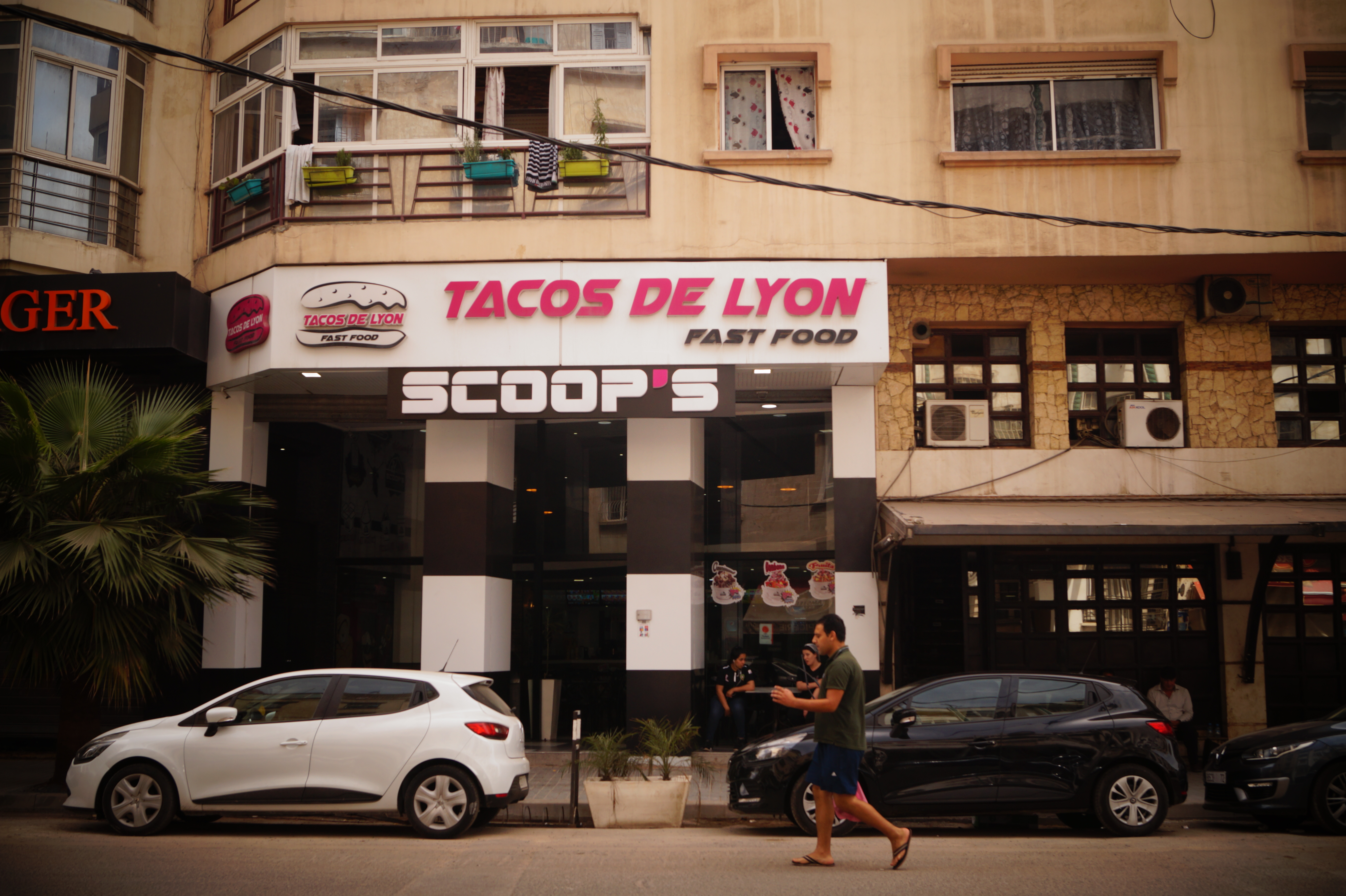
Tacos de Lyon

Los llamados tacos franceses consisten en una tortilla de harina rellena de diferentes ingredientes como algún tipo de carne roja molida, nuggets de pollo o pescado, verduras y una gran variedad de salsas con base de mayonesa, regularmente. A la usanza de los emparedados o paninis en Francia, este platillo se mete en una parrilla eléctrica.
De acuerdo con algunas fuentes, el tacos (con «s» tanto para singular como para plural) surgió a principios de siglo XXI en la ciudad francesa de Lyon y de allí se expandió a otras localidades hasta llegar a la capital, París, de donde se exportó a otras latitudes como Marruecos y Estados Unidos, países donde la moda culinaria llegó durante la segunda década del siglo XXI.
El fenómeno en Francia ha dado lugar a franquicias como O'Tacos y Tacos Avenue, mientras que en Marruecos es posible encontrar negocios como Tacos de Lyon, Jaco's Tacos o Planet Roll Tacos (cuyo eslogan es «El verdadero taco francés») en ciudades como Casablanca, Tánger y Rabat.

### Taco australiano
El llamado Aussi taco (o ‘taco australiano’) fue parte de una campaña de la cadena de supermercados Coles. Se trató de una salchicha colocada de forma diagonal al interior de un pedazo de pan blanco. La campaña causó controversia entre el propio público de la nación oceánica y la misma cadena se retractó de llamar taco a ese platillo.

## El taco en las artes y la cultura
La importancia del taco como parte de la cultura mexicana puede ser comprendida a través de las expresiones artísticas y de la cultura popular en donde es mencionado este platillo.

### Frases populares
Dentro del gran repertorio de dichos y frases populares en México, el taco es mencionado varias veces. Algunos ejemplos:
- Echarse un taco: sinónimo de comer.[3]
- De lengua me como un taco: resaltar que alguien es mentiroso o exagerado.
- Echarse un taco de ojo: disfrutar la contemplación de algo o alguien.
- Echarle mucha crema a sus tacos: se refiere a alguien que es presuntuoso o presumido.
- A falta de amor, unos tacos al pastor.

### La patente del taco
El 15 de mayo de 1979, la artista mexicana Maris Bustamante, como parte de un proyecto artístico conceptual, registró legalmente el taco como si fuera su propia creación La obra llevó por título Manifiesto de reconocimiento al taco cuyo objetivo era defender este «símbolo cultural mexicano, de una completa expropiación por cadenas como Taco Bell (que existe desde los años 40 y que en ese entonces era una empresa exitosa que había patentado bajo su autoría a la palabra taco al menos en su nombre), así como de la distorsión de su significado mexicano original, cuya historia data a más de 2000 años».
El Manifiesto de reconocimiento al taco incluyó varias piezas particulares: Fotografía en blanco y negro de un taco realizada por Alfredo Núñez, el performance titulado La patente del taco, una pieza literaria, y tres cápsulas donde la artista concentró la simbología del taco como «elemento de penetración cultural», su secuestro y su patente.

### El Día del Taco
A iniciativa de la empresa Televisa, desde 2007 se celebra el Día del Taco cada año el 31 de marzo. Para conmemorar el primer año de esta celebración, la televisora organizó un concierto en el estadio Azteca y lanzó un sitio de Internet que posteriormente dejó de estar disponible en línea.

### En los medios
Libros
- American Tacos: A History and Guide, analiza la introducción del taco en los Estados Unidos, por el texano José R. Ralat.[50]

#### Producciones audiovisuales
- Chef. Película de 2014 dirigida, escrita y protagonizada por Jon Favreau, cuenta la historia del chef Carl Casper (Favreau), quien luego de una mala reseña y de la negativa de su jefe (Dustin Hoffman) para permitirle probar cosas nuevas en su cocina, decide dejar su trabajo y empezar de nuevo comprando un camión de comida (gastroneta) y recorrer Estados Unidos. Dentro de los platillos que ofrece en su nuevo negocio, Casper incluye tacos, pues el creador considera que son parte fundamental de la cultura de la comida callejera de Los Ángeles.[51][52][53]
- Chef's Table. En 2017, el primer capítulo de la quinta temporada de esta serie web documental producida por Netflix cuenta la historia de la chef mexicana Cristina Martínez, dueña del restaurante South Philly Barbacoa, en Filadelfia. Martínez es una inmigrante ilegal originaria de Capulhuac, Estado de México, quien junto con su esposo, el estadounidense Ben Miller, fundó el restaurante que en 2016 fue nombrado Mejor Nuevo Restaurante de Estados Unidos por la revista Bon Appetit. Además de la historia como migrante de Martínez y de la preparación de la barbacoa y los tacos, el episodio aborda la faceta de vocera y activista de la comunidad migrante por parte de la chef.[54][55][56]
- Conan Without Borders: Made in Mexico. El 1 de marzo de 2017, la cadena de televisión estadounidense TBS transmitió este episodio especial del programa nocturno conducido por Conan O'Brien y el cual se grabó en México. Como parte del recorrido que hizo del país con el objetivo de «reparar relaciones entre Estados Unidos y México» en el contexto del discurso xenófobo del presidente de Estados Unidos, Donald Trump, O'Brien comió tacos en una conocida taquería de la Ciudad de México, acompañado del periodista mexicano Jorge Ramos.[57][58][59]
- Las crónicas del taco. Serie web documental distribuida por la plataforma de streaming Netflix que fue estrenada el 12 de julio de 2019. Su primer volumen o temporada consta de seis episodios de 28 minutos, cada uno dedicado a un tipo de taco diferente: al pastor, de carnitas, de canasta, de asada, de barbacoa y de guisado. La serie fue creada por Pablo Cruz y producida por Canana Films, casa productora de Diego Luna, Gael García Bernal y el propio Cruz, y por Gloria Content. Cada episodio es «narrado» por el taco en turno, además de recurrir a entrevistas de antropólogos, críticos e investigadores gastronómicos, taqueros, chefs, meseros y comensales.[60][61][62]
- Ugly Delicious. Esta serie web documental protagonizada por el chef David Chang y distribuida por Netflix, dedica su segundo episodio de la primera temporada a los tacos. Para abordar el tema, la serie visita taquerías de Los Ángeles y de Filadelfia, en Estados Unidos; Ciudad de México, Puebla y Tulum en México, y Copenhague en Dinamarca. El episodio ofrece la historia general del taco, además de las historias de diversos personajes dedicados a un tipo de taco en particular, como el caso de la inmigrante indocumentada mexicana Cristina Martínez, cuyo restaurante, South Philly Barbacoa, en Filadelfia, ofrece tacos de barbacoa y figura en la revista Bon Appétit como uno de los mejores del país.[63][64]

### Producciones sonoras
- L.A. Taco Podcast. Pódcast producido por la plataforma L.A. Taco, creada en 2006. De la misma forma que la plataforma, el pódcast aborda noticias y eventos de interés para la gente de Los Ángeles y su área metropolitana, en donde el tema de los tacos y su importancia cultural es recurrente.[65][66][67]

### Canciones
- La taquiza. Original del cantautor Chava Flores, existe también una versión rap cantada por el grupo Caló. Esta canción cuenta la historia de un hombre que lleva a cenar tacos a su novia para declararle su amor, mientras a ello lo único que le interesa es seguir comiendo toda la variedad de tacos posible.[68][69]

### Otros ejemplos
- El niño del taco: Litografía de 1932 del artista Diego Rivera.[70][71]
- T.A.C.O. (Taller de Arte Contemporáneo): Espacio cultural de la Ciudad de México que ofrece talleres artísticos y galería de exhibición.[72]
- Nuevo León Power Food Tacos: Exposición artística celebrada en Monterrey, Nuevo León, en 2015.[73]
- Taco de ojo: Exposición artística celebrada en el Museo Amparo de la ciudad de Puebla en 2017.[45]
- Taco de ojo: Exposición artística de Laurelena Rodríguez celebrada en El Paisa, taquería de la ciudad de Praga, República Checa.[74]

## Tacos en la academia
En 2016, el académico mexico-estadounidense Steven Paul Álvarez ofreció por primera vez un curso sobre el taco, de nivel licenciatura, en la Universidad de Kentucky. El curso, que impartió una vez más en 2018 en la Universidad de St. John's de Queens, Nueva York, se tituló «Alfabetización del taco: defensa pública y comida mexicana en el sur de Estados Unidos» (Literacy: Public Advocacy and Mexican Food in the U.S. South). La existencia del curso cobró notoriedad incluso antes de que Álvarez impartiera la primera sesión en la Universidad de Kentucky, esto gracias a una nota publicada en Munchies, suplemento de comida de Vice.
La dinámica en el salón del clases incluía la ingesta de tacos, mientras que las tareas variaban entre la realización de reseñas gastronómicas, visitas a restaurantes, así como el uso de redes sociales como una forma de compartir e archivar la información a través de fotos y etiquetas o hashtags. El objetivo de Álvarez era retar a los estudiantes y hacerlos apreciar no solo la comida mexicana sino las personas que las preparan; en el caso de los estudiantes mexico-estadounidenses, eso significaba aprender sobre ellos mismos y sus familias.
La labor que realiza Álvarez, quien posee un doctorado en inglés y realizó estudios en Literatura y Escritura Creativa, incluye una página de internet llamada Taco Literacy (Alfabetización del taco) que creó en 2016, dos guías educativas publicadas sobre el tema, así como varias entrevistas otorgadas a diversas publicaciones y la información que comparte a través de su cuenta de Twitter.